# Carsten-Pieter Zimmermann
Carsten-Pieter Zimmermann (* 26. März 1978 in Wien) ist ein österreichischer Nachrichtenmoderator und Medienexperte. Bekannt wurde er durch seine Tätigkeit beim TV-Sender PULS 4 (ehemals Puls TV) und das Magazin Forbes. Seit 2021 ist er Head of News bei krone.tv, dem Fernsehsender der größten Zeitung Österreichs, der Kronen Zeitung.

## Beruflicher Hintergrund
2006 präsentierte sich Zimmermann erstmals als Nachrichtenmoderator und Fernsehjournalist bei Puls TV. Davor arbeitete er als Nachrichtensprecher bei Radio Max und ließ sich beim ORF ausbilden. Neben wirtschaftlicher Ausbildung in einem Masterstudium in Österreich holte sich Zimmermann internationales Fachwissen an der University of California, Los Angeles (UCLA), wo er das Professional Program In Producing an der School Of Theater, Film And Television absolvierte.
2012 übernahm er neben den abendlichen AustriaNews (PULS 4 News) von ProSieben Austria, Sat.1 Österreich und PULS 4 die Nachrichtenmoderation in Café Puls, Frühstücksfernsehen: Er gab humorvolle Kommentare als Moderator im Studio der PULS 4 News oder am Ort des Geschehens als live Reporter. Mit der Entstehung des Nachrichtensenders PULS24 im Jahr 2019 übernahm Zimmermann auch dort Aufgaben als Moderator.
Von 2020 bis 2021 schrieb er für das internationale Wirtschaftsmagazin Forbes. 2021 stieg er bei krone.tv als Moderator und Head of News ein und entwickelt seitdem diesen Fernsehsender mit.
Carsten-Pieter Zimmermann ist der Bruder von Marie-Claire Zimmermann, Moderatorin der Zeit im Bild.

## Auszeichnungen und Ehrungen
- 2012: Extradienst Journalistenwahl – Nominierung
- 2013: Robert-Hochner-Preis – Nominierung
- 2015: Academy Awards (The Oscars) – official correspondent
- 2015: Dr. Karl Renner-Publizistikpreis für beste journalistische Arbeit im TV (PULS 4 Info-Redaktion)[7]